# Ambroży (Jakowlew-Orlin)
Ambroży, nazwisko świeckie Jakowlew-Orlin lub Orlin (ur. ok. 1752 w Małojarosławcu, zm. 14 stycznia?/26 stycznia 1809 w Riazaniu) – rosyjski biskup prawosławny.

## Życiorys
Pochodził z rodziny kapłana prawosławnego. Ukończył seminarium duchowne w Kruticy, a następnie Akademię Słowiańsko-Grecko-Łacińską w Moskwie. Po uzyskaniu dyplomu końcowego został nauczycielem w niższych klasach seminarium duchownego w Siewsku. W 1781 złożył wieczyste śluby mnisze. Od 1783 do 1785 był wykładowcą historii, retoryki, języka francuskiego oraz grecki w seminarium duchownym w Kruticy, zaś w 1785 został przeniesiony na stanowisko nauczyciela retoryki, historii, filozofii oraz na stanowisko prefekta seminarium duchownego w Kazaniu. Równocześnie mianowano go ihumenem monasteru Wprowadzenia Matki Bożej do Świątyni i Dziewięciu Męczenników z Kyziku w Kazaniu i powierzono mu opiekę nad szkołami dla nowo ochrzczonych w tym samym mieście. W 1790 przeniesiono go do monasteru Przemienienia Pańskiego w Kazaniu, gdzie także był przełożonym, z godnością archimandryty. Już w roku następnym Świątobliwy Synod Rządzący polecił mu wyjazd do Petersburga, gdzie służył w cerkwi przy dworze, a następnie został mianowany rektorem seminarium duchownego przy Ławrze św. Aleksandra Newskiego.
Od 1794 do 1795 był rektorem Akademii Słowiańsko-Grecko-Łacińskiej oraz przełożonym Monasteru Zaikonospasskiego, w którym miała ona swoją siedzibę. Następnie przeniesiono go na stanowisko przełożonego Monasteru Nowospasskiego. Od 1795 zasiadał w Świętym Synodzie.
1 czerwca 1796 miała miejsce jego chirotonia na biskupa wiackiego i wielkopermskiego (od 1799, w związku ze zmianą granic eparchii – wiackiego i słobodzkiego). Poszerzył program nauczania seminarium duchownego w Wiatce o naukę języków niemieckiego i francuskiego. Soborowi katedralnemu ofiarował dwie cenne mitry i brylantowy krzyż napierśny.
W 1804 został przeniesiony na katedrę riazańską i zarajską, jeszcze w tym samym roku otrzymał godność arcybiskupią. Zmarł nagle pięć lat później, według określenia współczesnych, na atak apoplektyczny i został pochowany w soborze katedralnym w Riazaniu.